# La Talaudière
La Talaudière is een gemeente in het Franse departement Loire (regio Auvergne-Rhône-Alpes). De plaats maakt deel uit van het arrondissement Saint-Étienne. La Talaudière telde op 1 januari 2022 7.103 inwoners.

## Geografie
De oppervlakte van La Talaudière bedroeg op 1 januari 2022 7,63 vierkante kilometer; de bevolkingsdichtheid was toen 930,9 inwoners per km².

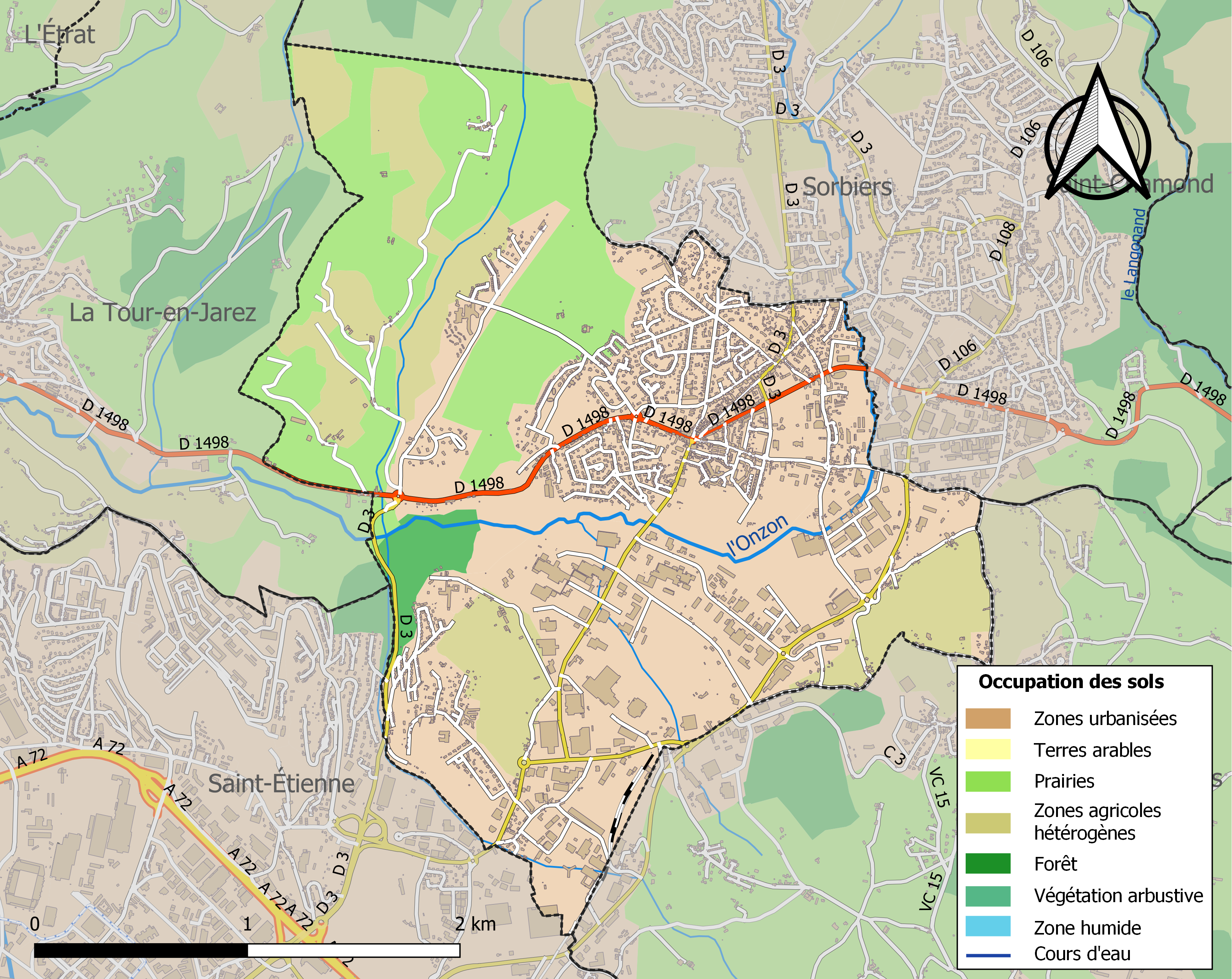
Kaart van de gemeente met de belangrijkste infrastructuur, bodemgebruik en omliggende gemeenten

## Demografie
Onderstaande figuur toont het verloop van het inwonertal (bron: INSEE-tellingen).